# Merima Softić
Merima Softić est une karatéka bosnienne née le 19 novembre 1981 à Tuzla. Elle a remporté la médaille d'argent en kumite féminin open aux championnats d'Europe de karaté 2008 à Tallinn et en kumite plus de 68 kg aux Jeux méditerranéens de 2009 de Pescara avant d'obtenir une médaille de bronze dans cette même catégorie aux championnats du monde de karaté 2010 à Belgrade.